# Qinhuangdao Beidaihe Airport
Qinhuangdao Beidaihe Airport är en flygplats i Kina. Den ligger i provinsen Hebei, i den norra delen av landet, omkring 230 kilometer öster om huvudstaden Peking.
Runt Qinhuangdao Beidaihe Airport är det tätbefolkat, med 411 invånare per kvadratkilometer. Närmaste större samhälle är Changli, 9,1 km nordost om Qinhuangdao Beidaihe Airport. Trakten runt Qinhuangdao Beidaihe Airport består till största delen av jordbruksmark.
Genomsnittlig årsnederbörd är 771 millimeter. Den regnigaste månaden är augusti, med i genomsnitt 202 mm nederbörd, och den torraste är januari, med 3 mm nederbörd.